# Diana Munz
	Diana Marie Munz (Cleveland (Ohio), 19 juni 1982) is een Amerikaanse zwemster. 

## Carrière
Munz won tijdens de Olympische Zomerspelen van 2000 in het Australische Sydney de gouden medaille op de 4×200m vrije slag en de zilveren medaille op de 400m vrije slag.
Op de wereldkampioenschappen won zij drie zilveren medailles op de 800m vrije slag, één bronzen medaille op de 400m vrije slag en de wereldtitel op de 4×200m vrije slag
Individueel won Munz titels op de Pan-Pacifische kampioenschappen zwemmen 2002 door het winnen van de 400m en 800m vrije slag. In 2004 won Munz de bronzen medaille op de 800m vrije slag.

## Internationale toernooien
| Jaar | Olympische Spelen                   | WK langebaan                                                                | PanPacs                                                                    |
| ---- | ----------------------------------- | --------------------------------------------------------------------------- | -------------------------------------------------------------------------- |
| 1997 |                                     |                                                                             | 9e 200m vrije slag · 400m vrije slag · 800m vrije slag · 1500m vrije slag  |
| 1998 |                                     | 6e 400m vrije slag · 800m vrije slag                                        |                                                                            |
| 1999 |                                     |                                                                             |                                                                            |
| 2000 | 400m vrije slag · 4×200m vrije slag |                                                                             |                                                                            |
| 2001 |                                     | 800m vrije slag · 1500m vrije slag · DSQ 4×200m vrije slag                  |                                                                            |
| 2002 |                                     |                                                                             | 5e 200m vrije slag · 400m vrije slag · 800m vrije slag · 4×200m vrije slag |
| 2003 |                                     | 400m vrije slag · 800m vrije slag · 5e 1500m vrije slag · 4×200m vrije slag |                                                                            |
| 2004 | 800m vrije slag                     |                                                                             |                                                                            |

1996: Jackson, Teuscher, Taormina, Thompson ·
2000: Arsenault, Munz, Benko, Thompson ·
2004: Coughlin, Piper, Vollmer, Sandeno ·
2008: Rice, Barratt, Palmer, Mackenzie ·
2012: Franklin, Vollmer, Vreeland, Schmitt ·
2016: Schmitt, Smith, Dirado, Ledecky ·
2020: Yang, Tang, Zhang, Li ·
2024: O'Callaghan, Pallister, Throssell, Titmus